# Yalinga
Yalinga – miejscowość we wschodniej części Republiki Środkowoafrykańskiej, w prefekturze Haute-Kotto. W miejscowości znajduje się port lotniczy Yalinga.